# Dallos
Dallos (ダロス,?, Darosu), primo OAV della storia dell'anime giapponese, scritto da Hisayuki Toriumi e Mamoru Oshii, diretto da quest'ultimo, e prodotto dalla Pierrot nel 1983.

## Origine
Concepito inizialmente per essere l'ennesimo anime televisivo di fantascienza, considerata la complessità e lo spessore della trama, si preferì pubblicarne una versione ridotta di soli quattro episodi da 30 minuti ciascuno, destinandola direttamente all'allora emergente mercato home video. Un po' per scelta, un po' per caso si dette così inizio al prolifico settore degli OAV: l'opera, infatti, ebbe un discreto riscontro di vendite (12 000 copie complessive) sufficiente ad innescare il nuovo meccanismo produttivo.

## Trama
La storia, chiaramente ispirata al romanzo The Moon is a harsh mistress (La Luna è una severa maestra) di Robert A. Heinlein, narra della guerriglia condotta, dopo anni di sfruttamento del loro lavoro sul lato oscuro della Luna, dai discendenti dei primi coloni lunari contro l'oppressione della madre Terra.

## Staff e caratteristiche
Diretto da Mamoru Oshii, che ne scrisse il soggetto assieme a Hisayuki Toriumi, il character design fu affidato a Toshiyasu Okada, mentre le suggestive musiche furono composte da Hiroyuki Nanba.
Molte le sperimentazioni introdotte in quest'opera, a cominciare da un approccio maggiormente fotorealistico alle ambientazioni, associato ad un ricorso frequente ad inquadrature fisse, sequenze lente e massiccio uso di voci fuori campo.

## Edizioni
L'opera, inedita in Italia, fu distribuita anche negli Stati Uniti come film di montaggio dei quattro OAV, per una minore durata complessiva di 85 minuti, anziché 120.